# اللواء 90 طيران (اليمن)
اللواء 90 طيران هو لواء طيران يمني، يتبع القوات الجوية والدفاع الجوي، يتمركز اللواء في قاعدة العند الجوية بمحافظة لحج، ضمن عمليات المنطقة العسكرية الرابعة.